# Steve Monteith
Stephen "Steve" Monteith, född 21 september 1943 i Stratford i Ontario, är en kanadensisk före detta ishockeyspelare.
Monteith blev olympisk bronsmedaljör i ishockey vid vinterspelen 1968 i Grenoble.